# فرنسيس س. أوسبورن سينيور
فرنسيس س. أوسبورن سينيور (بالإنجليزية: Francis C. Osborn, Sr.)‏ هو شخصية أعمال ومخترع أمريكي، ولد في 1856، وتوفي في 1927.